# Colubrina verrucosa
Colubrina verrucosa là một loài thực vật có hoa trong họ Táo. Loài này được (Urb.) M.C.Johnst. mô tả khoa học đầu tiên năm 1963.